# Кыстаубаев, Туран
Туран Кыстаубаев — советский хозяйственный и политический деятель.

## Биография
Родился в 1939 году в казахской семье. Член КПСС.
В 1954—1958 гг. — учётчик, помощник бухгалтера, рабочий совхоза.
В 1959—1963 гг. — военнослужащий Советской армии.
В 1964—1991 гг. — чабан, старший чабан госплемзавода, старший чабан совхоза «Маданият» Канимехского района Навоийской области Узбекской ССР.
Избирался депутатом Верховного Совета СССР 11-го созыва. Делегат XXV съезда КПСС.
Жил в Навоийской области Узбекистана.

## Награды
- Орден Ленина
- Орден Октябрьской Революции
- Орден Знак Почёта